# Jacquemart
Ne doit pas être confondu avec Jacquemard.
Pour les articles homonymes, voir Jacquemart (homonymie).

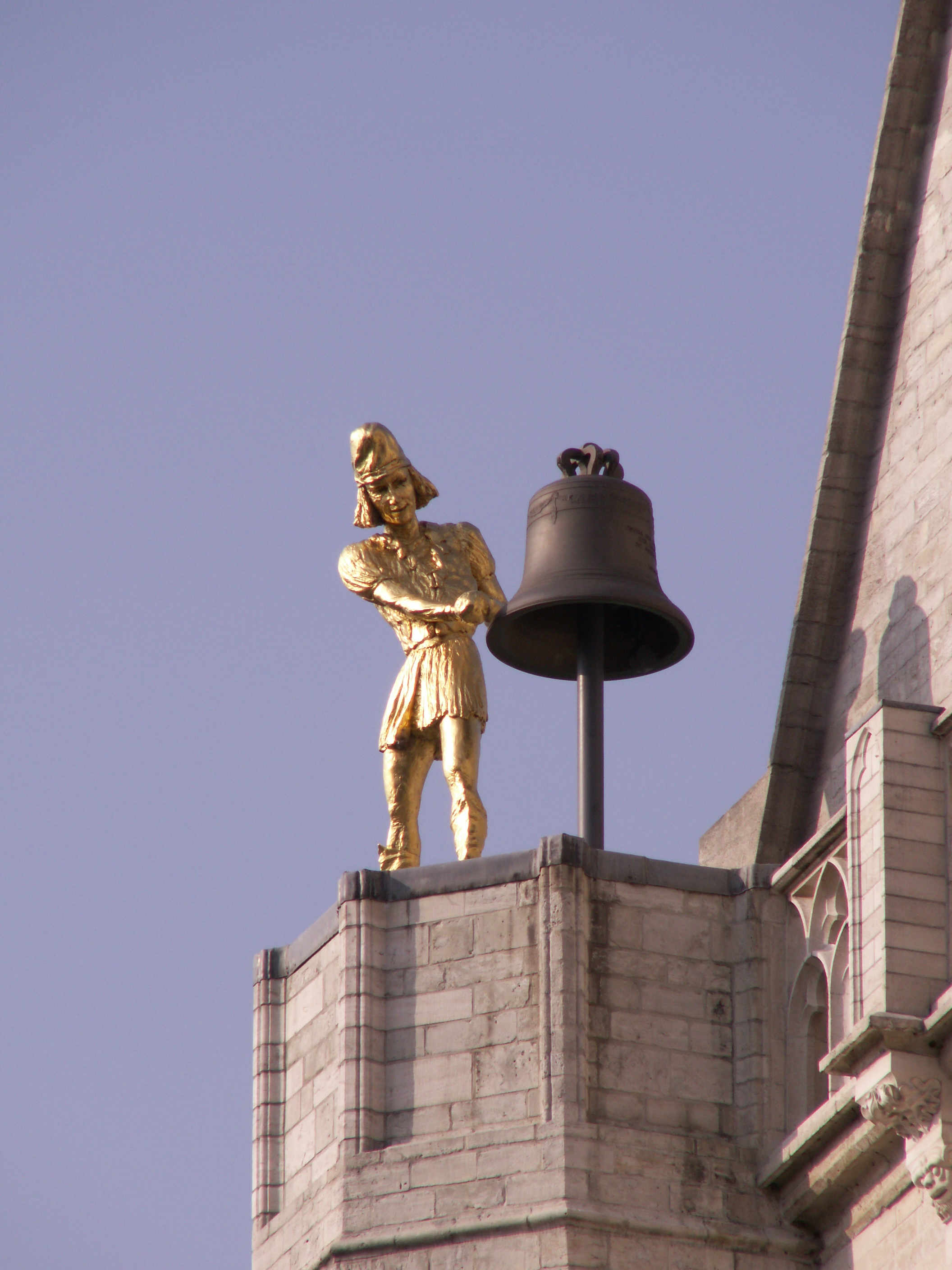
Jacquemart de la collégiale Saint-Pierre de Louvain.

Un jacquemart, jacquemard ou jaquemart est un automate d'art représentant un personnage sculpté en bois ou en métal, qui indique les heures en frappant une cloche avec un marteau.

## Histoire
L’un des plus anciens et des plus célèbres est celui de Dijon. Pris en 1382 à Courtrai par le duc de Bourgogne Philippe le Hardi, il fut installé en 1383 sur l’amorce de la tour sud de la façade occidentale de l’église Notre-Dame de Dijon. Il comportait à l’origine un automate mû par une horloge et sonnant sur une cloche. Ce personnage ne fut appelé Jacquemart qu'à partir de 1458. Les Dijonnais lui adjoignirent en 1651 une épouse automate, Jacqueline. En 1714 ou peu après, ils ajoutèrent un fils, Jacquelinet et, en 1884, une fille, Jacquelinette. Ces deux enfants sonnent de quart d’heure en quart d’heure sur deux petites cloches.
Dans le Sud-Ouest, le seul existant est celui de Lavaur, situé en haut du clocher de la cathédrale Saint-Alain. La légende raconte que durant les guerres de Religion un prisonnier protestant était enfermé dans le clocher et avait l’obligation de sonner les cloches à toutes les heures. Il construisit une mécanique pour le faire à sa place.
La quarantaine de jacquemarts français sont répartis sur tout le territoire métropolitain à l'exception de la façade atlantique.

## Étymologie

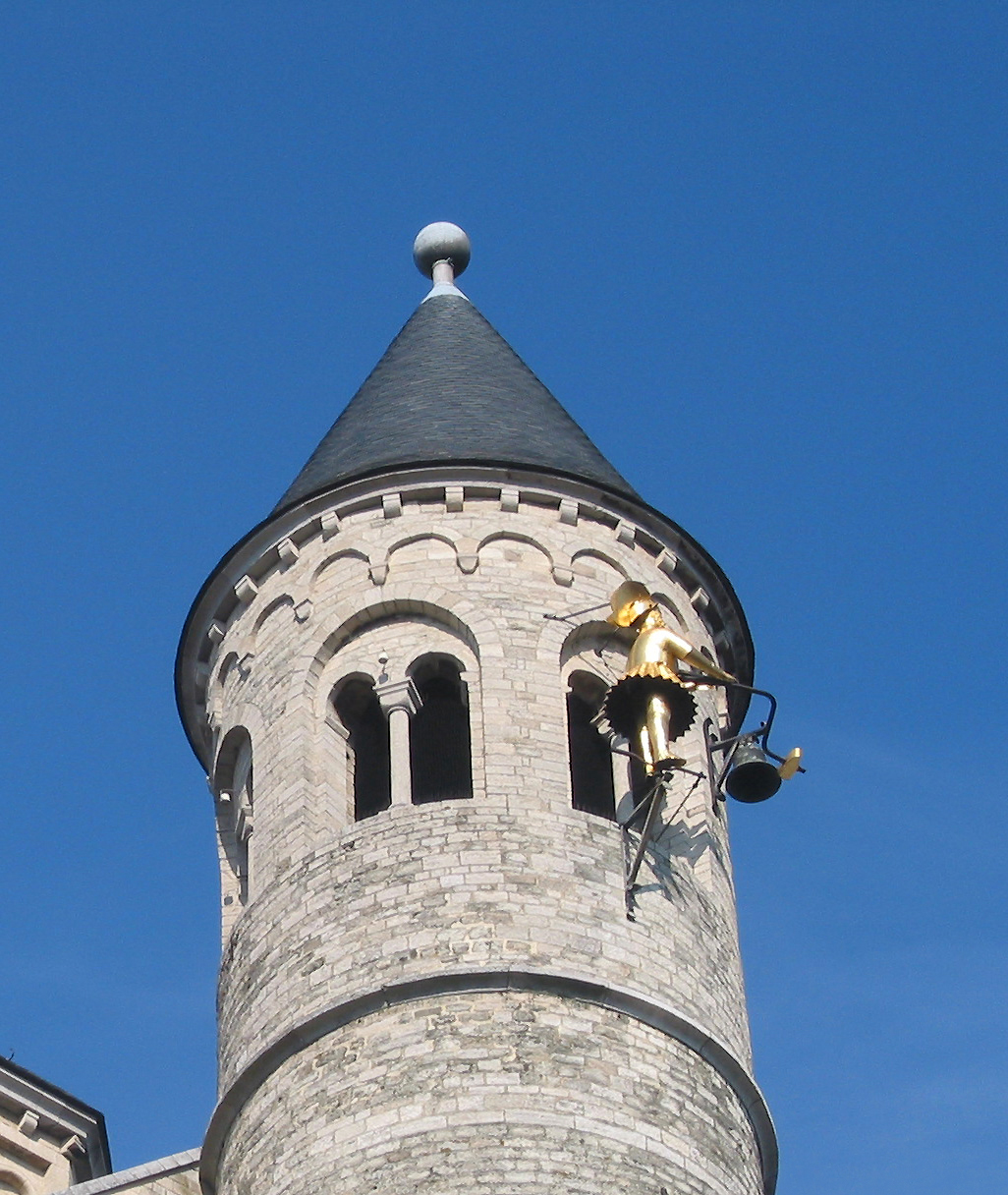
Jean de Nivelles, le jacquemart de la collégiale Sainte-Gertrude.

L'origine du mot « jacquemart » est incertaine : il pourrait venir de 
- « jacques » ou « jaque », ancien sobriquet des paysans français[4], et « marteau », le jacquemart étant le paysan qui frappait l'angélus dans les champs,
- du nom latin jaccomarchiardus (d'où « Jacques-Marc »), donné aux guetteurs de beffrois, qui portaient une « jaque » (en allemand : Jacke) de mailles,
- du nom de plusieurs horlogers à Courtrai, Dijon, Lille[5],
- du provençal Jaqueme, Jacques, auquel s'ajoute le suffixe -mart ou -mard[6].

## Jacquemarts en Europe[7]

### Angleterre
- Wimborne Minster, Dorset
- Cathédrale Saint-André de Wells

### Belgique

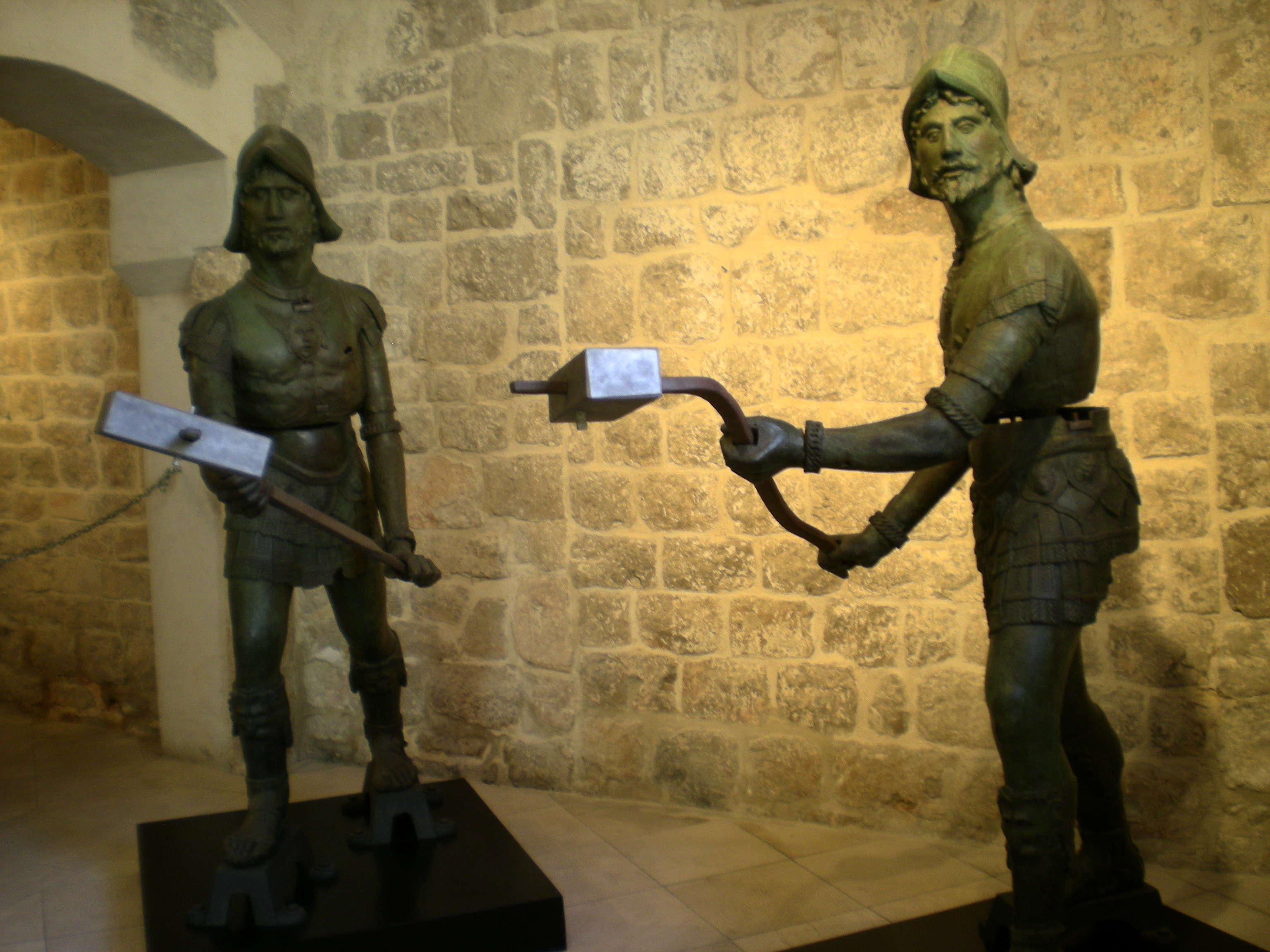
Les Zelenci, Maro et Baro de Dubrovnik.

- Jean de Nivelles de la collégiale Sainte-Gertrude de Nivelles, celui-ci date du XVe siècle
- Le complexe de la Bibliothèque royale de Belgique au Mont des Arts à Bruxelles
- La collégiale Saint-Pierre de Louvain
- Le beffroi de Courtrai
- L'abbaye Notre-Dame de Leffe
- Le Musée gaumais de Virton, le jacquemart fut installé en 1968 sur l'ancien couvent des Récollets

### Croatie
- Maro et Baro, surnommés Zelenci (les hommes verts), jacquemarts de la tour horloge principale de Dubrovnik. Datant de 1477-1478, ils sont l’œuvre de Michelozzo. Les originaux, endommagés, ont été remplacés par des copies au début du XXe siècle et sont maintenant visible dans le palais des recteurs.

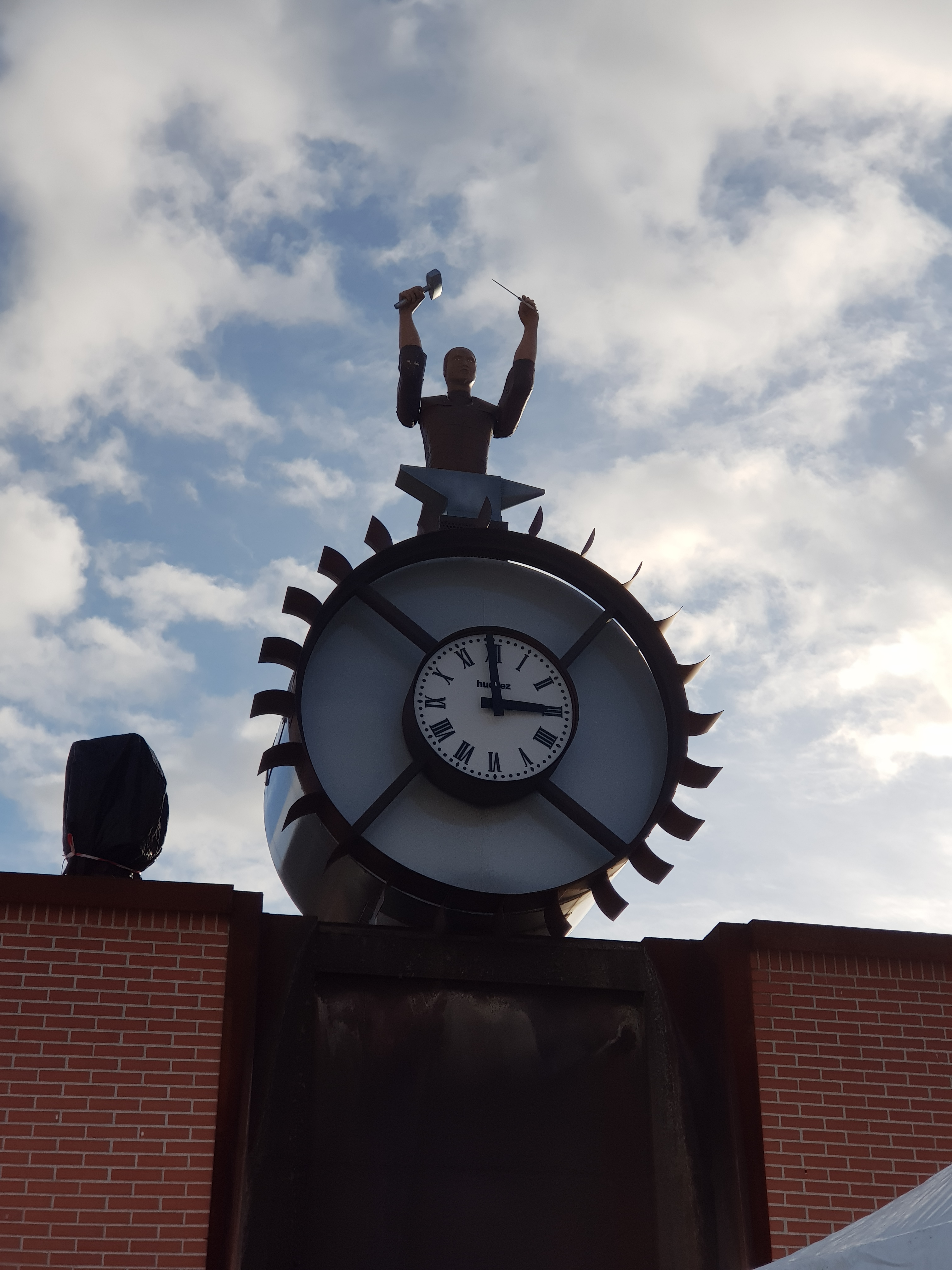
Le Jacquemart de Thiers, automate sonnant les heures en forgeant une lame de couteau avec un marteau.

### France

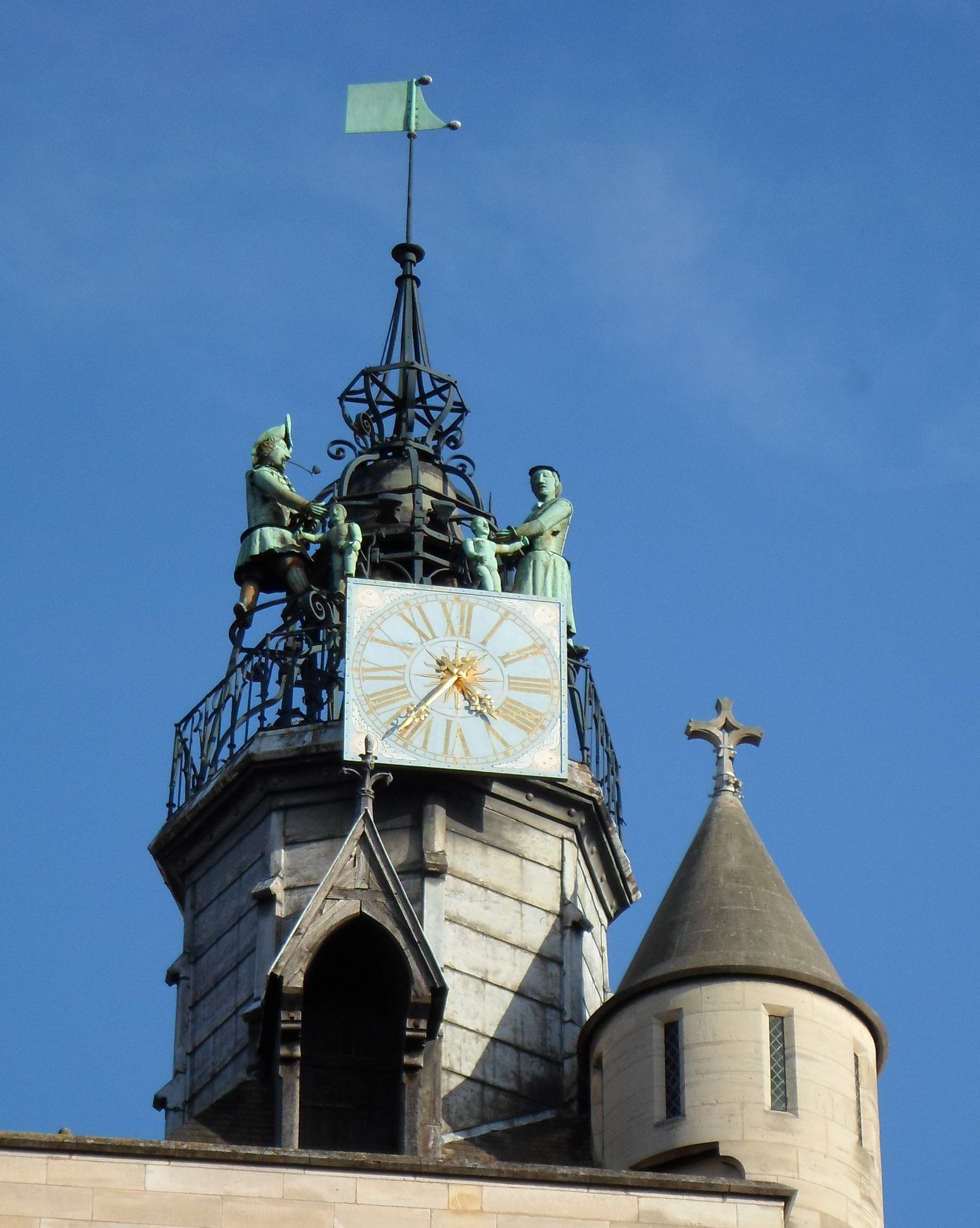
Le Jacquemart de l'église Notre-Dame de Dijon.

- Le porche de l'hôtel de ville d'Aigueperse (Puy-de-Dôme) ; classé au titre d'objet en 1913[8]

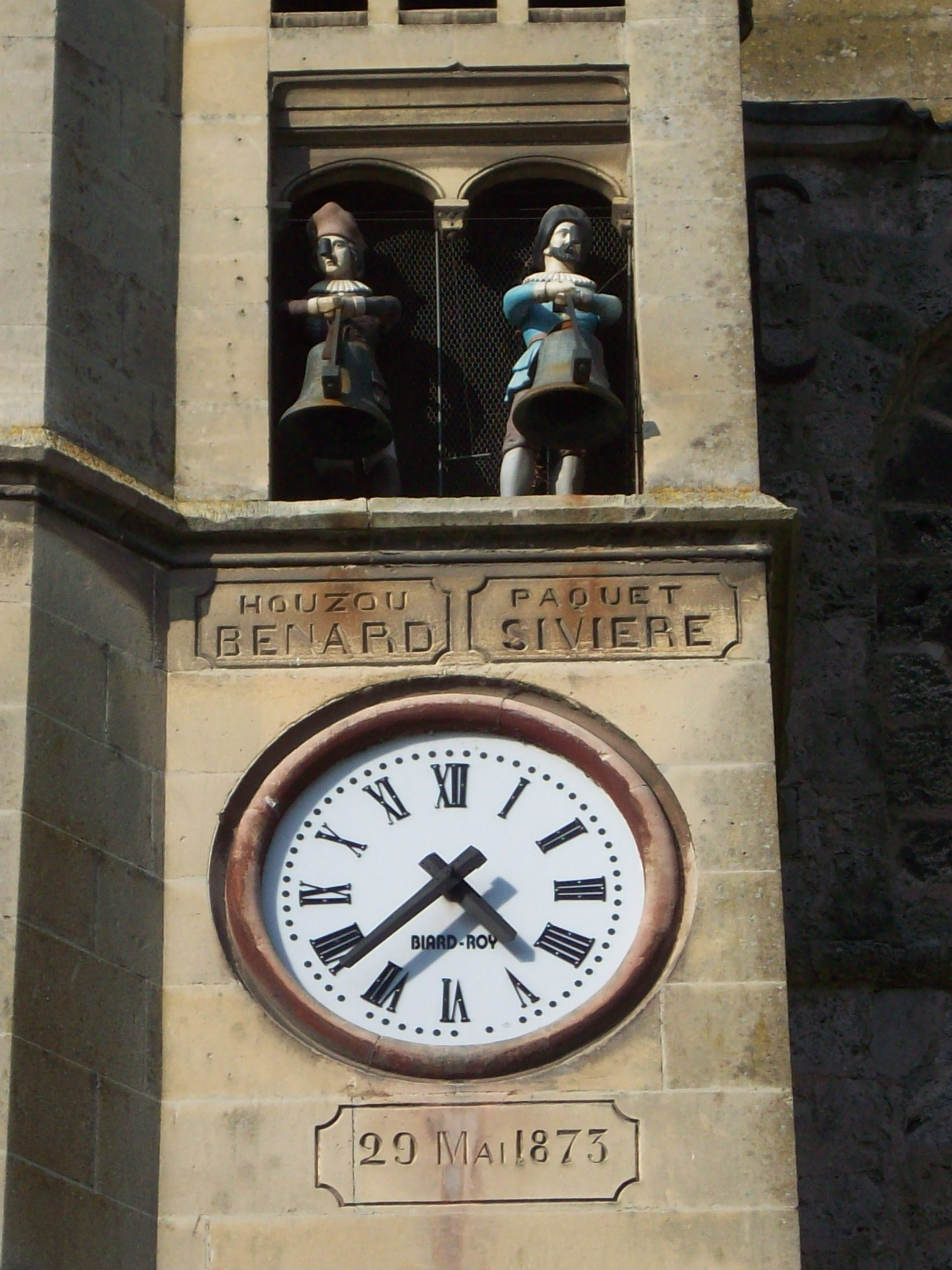
Houzou Bénard et Paquet Sivière à Auffay.

- La collégiale Notre-Dame d'Auffay (Seine-Maritime) où sonnent deux jacquemarts : Houzou Bénard et Paquet Sivière[9]
- La tour gothique de l'hôtel de ville d'Avignon
- La tour de l'hôtel de ville de Benfeld (Bas-Rhin)[10]
- L'église Sainte-Madeleine de Besançon et son jacquemard (écrit avec un d)[11]
- L'hôtel de ville de Brebières (Pas-de-Calais)
- Le campanile de l'hôtel de ville de Cambrai, où sonnent Martin et Martine deux automates vêtus en Maures ; classés au titre d'objet en 1926[12]
- Le campanile de l'hôtel de ville de Montbard où Jacquemart (autrefois Jacquemard) et Jacquette sont accompagnés de Jacquot ; inscrit au titre d'objet en 2006[13]
- La cathédrale Notre-Dame-de-l'Assomption de Clermont, à Clermont-Ferrand, où se trouve un jacquemart à trois personnages, les sonneurs « Mars » et « le Faune » et « le Temps » ; classé au titre d'immeuble en 1862[14]
- L'hôtel de ville de Compiègne (Oise), où les jacquemarts sont ici trois picantins[15] nommés Langlois, Lansquenet et Flandrin
- L'église Notre-Dame de Dijon avec la famille de sonneurs : Jacquemart et Jacqueline et de leurs deux enfants : Jacquelinet et Jacquelinette ; classé au titre d'immeuble en 1840[16],[17]
- Le jacquemart du Grau-du-Roi (Gard) situé à l'intersection de la rue Rédarès et la rue des Combattants. Le mécanisme a été démonté[18]
- Le « jacquemard » (écrit avec un d) de Lambesc près d'Aix-en-Provence avec une famille d'automates : les parents Jacoumar et Margarido, les enfants Jacquet et Jacqueto ; classé au titre d'objet en 1912[19]
- La cathédrale Saint-Alain de Lavaur[20]
- La tour de la Metzig de Molsheim en Alsace ; inscrit au titre d'objet en 2002[21]

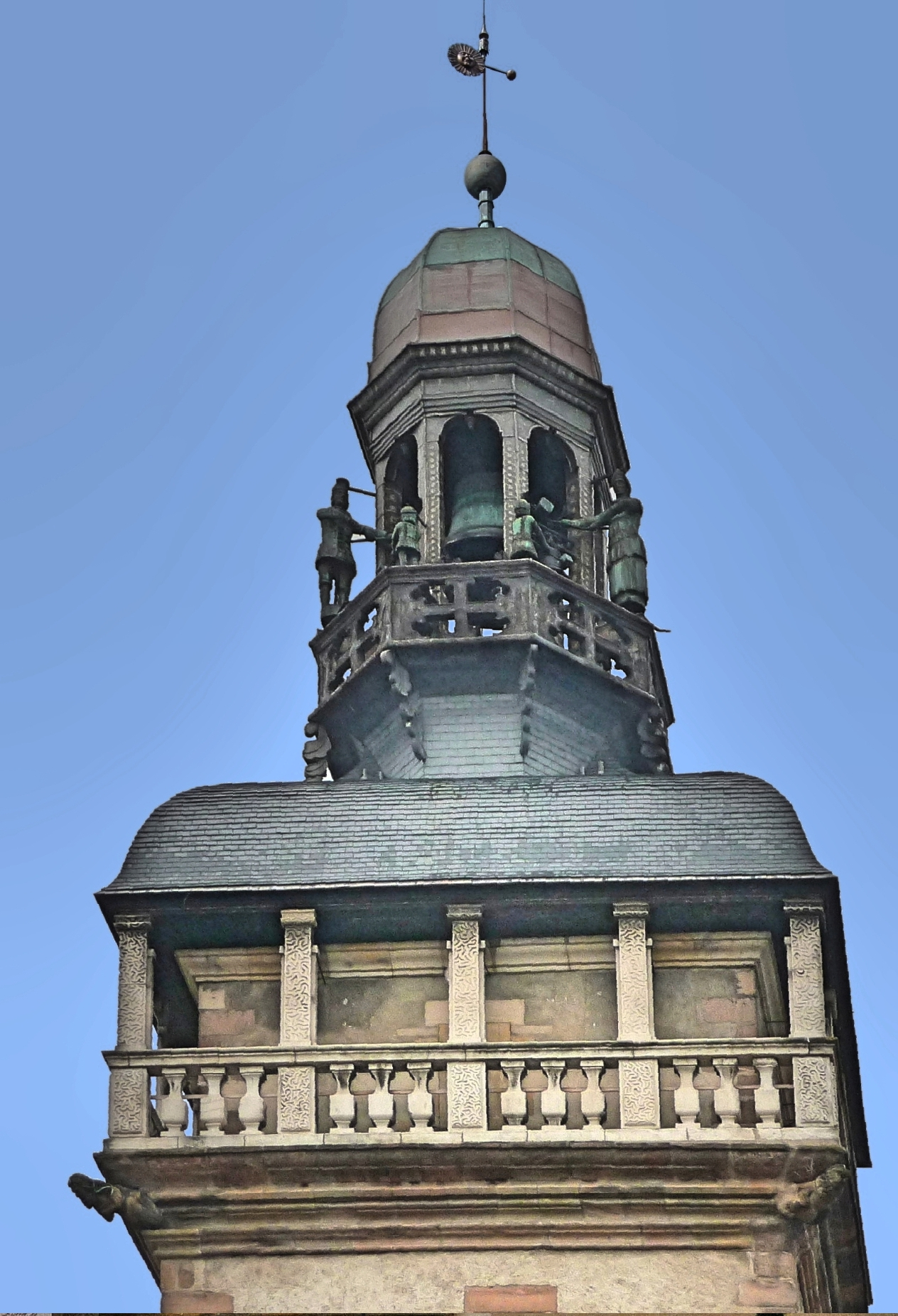
Moulins, la tour de l'Horloge, Jacquemart et Jacquette, leurs enfants

- La tour de l'Horloge, dite tour Jacquemart, à Moulins (Allier) et ses 4 personnages : les parents Jacquemart et Jacquette, les enfants Jacquelin et Jacqueline ; classé au titre d'objet en 1918[22]
- Le « mandarin » de la place de l'hôtel de ville à Nîmes[23]
- L'église Saint-Martin de Nolay (Côte-d'Or)[24]
- La tour Jacquemart, ancienne tour d'enceinte et porte fortifiée du XIIe siècle à Romans-sur-Isère (Drôme)
- L'église Saint-Cyr à Sargé-sur-Braye  (Loir-et-Cher)[25]
- Le « forgeron », place Antonin-Chastel de Thiers (Puy-de-Dôme)[26]
- L'église Notre-Dame de Feurs (Loire), Jacquemart et sa femme ; classé au titre d'objet en 1982[27] et exposés au Musée de Feurs.
- L'école communale de Seurre (Côte-d'Or) ; classé au titre d'objet en 2003[28]
- « Jean Duquesne » et sa famille, déposés et présentés à l'hôtel de ville de Montdidier (Somme), inscrit au titre d'objet en 2017[29],[30]
- « Regulus », église Saint-Nicolas de Beaumont-le-Roger (Eure)[31]
- Le musée de Thann (Haut-Rhin)[32]
- « Le Chinois » d'Aix-en-Provence (Bouches-du-Rhône)[33]
- Le portail du château d'Anet (Eure-et-Loir)[34] ; un des rares automates non humains : il s'agit d'un cerf entouré de quatre chiens
- « Le sonneur de cloche » de Lille (Nord)[35]
- Le « Rothüsmann » de l'hôtel de ville de Mutzig (Bas-Rhin) [36]
- L'horloge de la boulangerie de Meung-sur-Loire (Loiret)[37]
- Une maison particulière à Murat (Cantal)[38]
- L'horloge de la cathédrale de Nevers (Nièvre)[39]
- Le beffroi de Saint-Pol-sur-Mer (Nord)[40]
- « Mathurin », l'ancien Jacquemart de Saint-Omer (Pas-de-Calais)[41]

### Italie
- La tour de l'horloge de la place Saint-Marc à Venise
- Torre dell'Orologio sur l'hôtel de ville de Trieste

### Suisse
- La Tour de l'Horloge (Zytglogge) à Berne

## Littérature
- William Shakespeare fait plusieurs fois référence à la mécanique du jacquemart. Dans Richard III (IV, ii), le héros éponyme compare son complice, Buckingham, à un jacquemart (anglais : Quarter Jack), l’accusant d’interrompre ses méditations par ses interventions répétées : « […] like a Jack thou keep'st the stroke Betwixt thy begging and my meditation. »
- Dans Le Campanile, une nouvelle d'Herman Melville publiée en 1855, l'automate tue son inventeur.